# 亞戈德諾耶 (馬加丹州)
亞戈德諾耶（俄语：Ягодное）為俄罗斯遠東聯邦管區馬加丹州亞戈德諾耶區境內的一座市級鎮。歷年的人口普查中，2010年人口4,210；2002年人口5,050；1989年人口11,024。

## 地理
亞戈德諾耶坐落在切爾斯基山脈東南段，位於科雷馬河的支流傑賓河左岸。此聚居地距離馬加丹州的首府马加丹約340公里，藉由公路從此聚居地前往該地需要行駛550公里的路程。

## 歷史
亞戈德諾耶於1934年設立，其為了在此地區開闢科雷馬公路以及開發金礦產業。聚居地名稱乃自俄語單詞「Ягода」（漿果）衍伸而成。
此聚居地在1949年至1957年間為北方勞改營之所在地，由古拉格所管轄。該勞改營關押了高達15,800名勞改犯，並強迫這些勞改犯進行金礦開採、開闢道路以及伐木等勞動。
隨著1953年亞戈德諾耶區之設立，亞戈德諾耶也跟之成為市級鎮。

## 經濟和基礎設施
儘管礦業在蘇聯解體後顯著沒落，但此聚居地的主要產業仍然是黃金開採業。其他產業像是糧食生產業和建材業等也因此跟著被牽累，意味著當地居民自1990年代開始皆陸續搬遷出。
此聚居地藉由科雷馬公路可前往馬加丹，藉由其支線可前往前礦區小鎮上阿特烏里亞赫和埃利根（Elgen）。

## 歷年人口數
| 亞戈德諾耶歷年人口數 | 亞戈德諾耶歷年人口數 | 亞戈德諾耶歷年人口數 | 亞戈德諾耶歷年人口數 | 亞戈德諾耶歷年人口數 | 亞戈德諾耶歷年人口數 | 亞戈德諾耶歷年人口數 |
| 1959年               | 1970年               | 1979年               | 1989年               | 2002年               | 2009年               | 2010年               |
| -------------------- | -------------------- | -------------------- | -------------------- | -------------------- | -------------------- | -------------------- |
| 5,721                | 8,088                | 9,392                | 11,024               | 5,050                | 3,790                | 4,210                |
| 2012年               | 2013年               | 2014年               | 2015年               | 2016年               |                      |                      |
| 4,117                | 4,032                | 3,912                | 3,811                | 3,656                |                      |                      |

## 知名人物
- 季阿娜·阿爾別寧娜（英语：Diana Arbenina）（1974年－）：Nochnye Snaipery（英语：Nochnye Snaipery）樂團歌手，童年時曾在亞戈德諾耶生活。
- 奧莉加·佩爾申娜（俄语：Першина, Ольга Иннокентьевна）（1955年－）：民間和搖滾音樂家、作家。
- 瓦爾拉姆·薩拉莫夫（1907年－1982年）：作家、古拉格勞改營倖存者，曾被關入古拉格超過15年，並在科雷馬地區服苦役。
- 尤里·舍夫丘克（1957年－）：歌手、搖滾音樂家。
- 伊戈爾·維索茨基（英语：Igor Vysotsky）（1953年－）：拳擊手。